# Manuel Jacinto Lopes
Manuel Jacinto Lopes (Nordeste, 27 de março de 1844 — Vila Franca do Campo, 1935), 1.º e único visconde da Palmeira, foi um rico comerciante, benemérito e político açoriano. Entre outros cargos, foi presidente da Câmara Municipal de Vila Franca do Campo e provedor da Misericórdia daquela vila.

## Biografia
Nasceu na vila do Nordeste, Ilha de São Miguel, no Arquipélago dos Açores. Era filho de Manuel Jacinto Lopes e de Maria Cândida Rosa, sendo baptizado na Igreja Matriz de São Jorge a 27 de Março de 1844.  A família era de poucas posses, sendo o pai natural de Rabo de Peixe e a mãe da Vila do Nordeste, localidade onde o casal se fixara.
Ainda adolescente, foi trabalhar como ajudante de caixeiro para Vila Franca do Campo, onde se inseriu na vida comercial local. A 2 de Fevereiro de 1862 abriu o seu próprio estabelecimento, prosperando rapidamente e  tornando-se num abastado proprietário de terras e casas e grande produtor de ananás, com estufas próprias.
Adquiriu, por volta de 1872, o Solar da Madre de Deus, em Vila Franca do Campo, que pertencera a Arsénio José Botelho de Gusmão e fora herdado por sua viúva Maria Carlota Moreira da Câmara (1813-1883), senhora com quem Manuel Jacinto Lopes casou, na capela do seu novo solar, a 7 de Setembro de 1872. A noiva, que nascera a 16 de Abril de 1813, era 31 anos mais velha que Lopes, não tendo deixado descendência deste ou do anterior casamento.
Já detentor de uma considerável fortuna, envolveu-se na vida cívica e política de Vila Franca do Campo, tendo sido Provedor da Santa Casa da Misericórdia de Vila Franca do Campo, Administrador do concelho (1905) e Presidente da Câmara de Vila Franca do Campo. Serviu ainda de juiz substituto. Na política, foi líder do Partido Regenerador no Concelho, tendo, após a implantação da República Portuguesa, aderido ao Partido Republicano Português.
Recebeu a comenda da Ordem de Cristo em 1889 e o título de Visconde da Palmeira, criado por decreto de 28 de Outubro de 1893, do rei D. Carlos I de Portugal, por uma única vida, não tendo sido renovado.. O título foi acompanhado com o foro de fidalgo cavaleiro da Casa Real e fidalgo de cota de armas, com carta de brasão de armas novas atribuído em 1893. As armas do Visconde da Palmeira são um escudo partido em pala, tendo na primeira e em campo de ouro uma palmeira verde e na segunda e em campo vermelho um caderceu de ouro e prata. Sobre o escudo a coroa de visconde, por timbre um açor e por suporte dois grifos de ouro.
Faleceu em 1935, na freguesia de São Miguel de Vila Franca do Campo, sem deixar descendência legítima. O Visconde da Palmeira é lembrado na toponímia de uma das principais artérias de Vila Franca do Campo e numa rua da Vila do Nordeste.